# San Vicente, Jilotepec
San Vicente, även benämnd Calpulalpan Tercera Manzana, är en ort i Mexiko, tillhörande kommunen Jilotepec i den västra delen av delstaten Mexiko. Orten hade 1 201 invånare vid folkräkningen 2010.